# Bitwa nad Wkrą

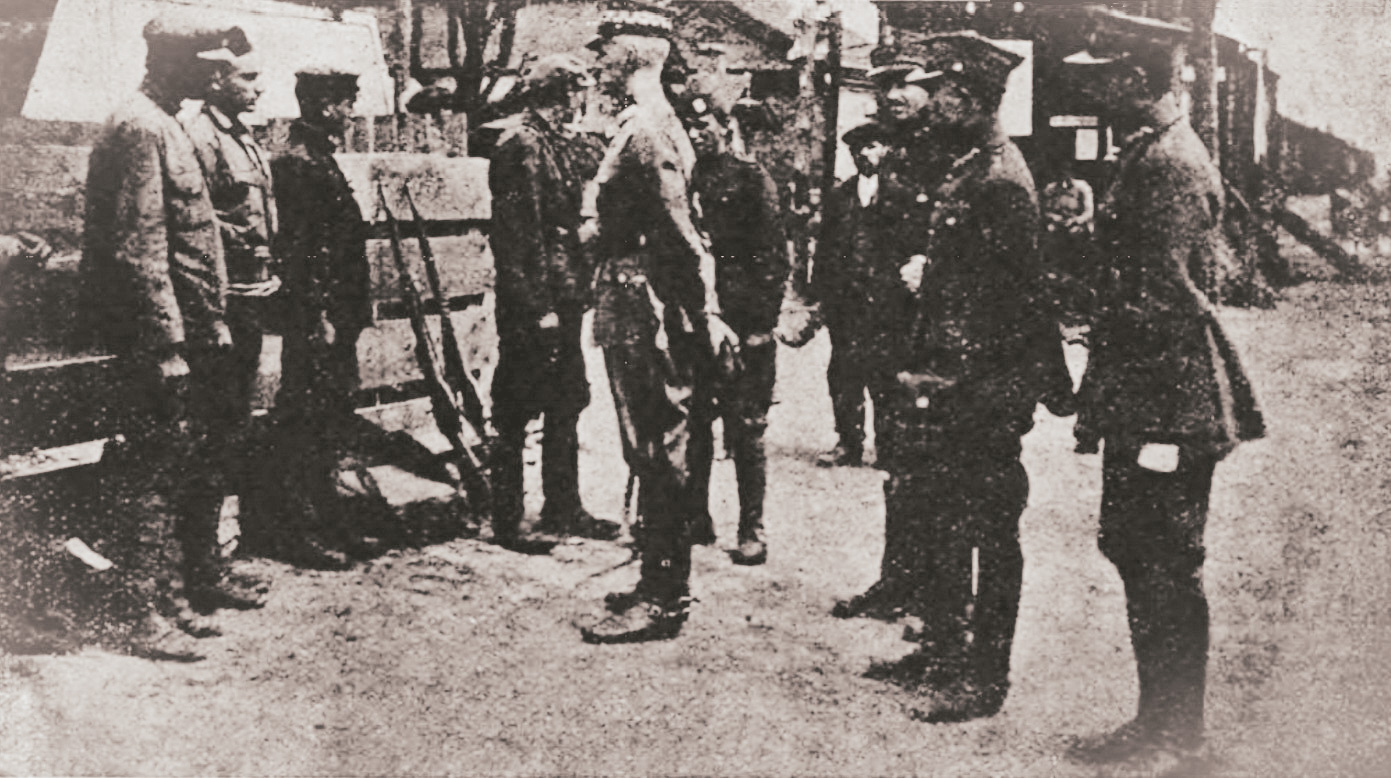
Generał Władysław Sikorski w rozmowie z ochotnikami

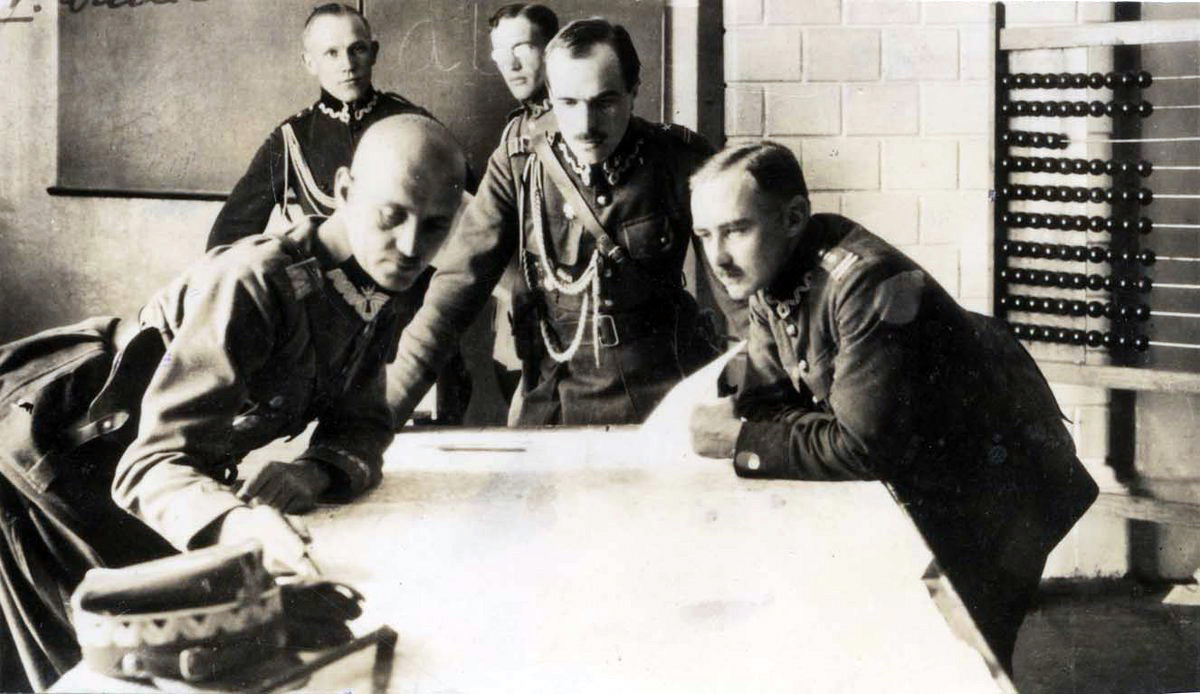
Generał Władysław Sikorski ze sztabem w czasie Bitwy Warszawskiej

Bitwa nad Wkrą – część Bitwy Warszawskiej; walki polskiej 5 Armii gen. Władysława Sikorskiego z sowiecką 15 Armią Augusta Korka i oddziałami 3 Armii Władimira Łazariewicza oraz 4 Armii Aleksandra Szuwajewa w czasie II ofensywy Frontu Zachodniego Michaiła Tuchaczewskiego podczas wojny polsko-bolszewickiej.

## Sytuacja ogólna
W pierwszej dekadzie lipca 1920 przełamany został front polski nad Autą, a wojska Frontu Północno-Wschodniego gen. Stanisława Szeptyckiego cofały się pod naporem ofensywy Michaiła Tuchaczewskiego. Naczelne Dowództwo Wojska Polskiego nakazało powstrzymanie wojsk sowieckiego Frontu Zachodniego na linii okopów niemieckich z okresu I wojny światowej.
Sytuacja operacyjna, a szczególnie upadek Wilna i obejście pozycji polskich od północy, wymusiła dalszy odwrót wojsk polskich.
1 Armia gen. Gustawa Zygadłowicza cofała się nad Niemen, a 4 Armia nad Szczarę.
Obrona wojsk polskich na linii Niemna i Szczary również nie spełniła oczekiwań. W walce z przeciwnikiem oddziały polskie poniosły duże straty i zbyt wcześnie rozpoczęły wycofanie na linię Bugu.
Plan polskiego Naczelnego Dowództwa zakładał, że 1. i 4 Armia oraz Grupa Poleska powstrzymają bolszewików i umożliwią przygotowanie kontrofensywy z rejonu Brześcia. Rozstrzygającą operację na linii Bug – Ostrołęka – Omulew doradzał też gen. Maxime Weygand.
Utrata Twierdzy Brzeskiej spowodowała, że plan Naczelnego Dowództwa Wojska Polskiego uderzenia znad Bugu w skrzydło wojsk Frontu Zachodniego Michaiła Tuchaczewskiego i rozegrania tam decydującej bitwy przestał być realny. Wojska polskie cofały się nadal, a kolejną naturalną przeszkodą terenową dogodną do powstrzymania sowieckiej ofensywy była Wisła.

## Plany Naczelnego Dowództwa Wojska Polskiego
Planując stoczenie generalnej bitwy z sowieckimi wojskami Frontu Zachodniego nad Wisłą, Józef Piłsudski nakazał utworzenie 5 Armii z zadaniem osłony północnego skrzydła frontu polskiego między granicą pruską a Bugiem. Armia ta miała prowadzić działania obronne, utrzymując przeprawy na Narwi i Orzycu oraz przeciwdziałać próbom marszu Armii Czerwonej ku dolnej Wiśle i Modlinowi, aż do momentu ruszenia polskiej kontrofensywy znad Wieprza. Energiczne natarcie nieprzyjaciela zmusiło gen. Sikorskiego do rezygnacji z planowanej obrony na linii Narwi, Orzyca i oparcie się na Wkrze – ostatniej większej przeszkodzie wodnej przed Wisłą.
Skład 5 Armii
- 9 Dywizja Piechoty płk. Aleksandra Narbutta-Łuczyńskiego
- 18 Dywizja Piechoty gen. Franciszka Krajowskiego
- Dywizja Ochotnicza płk. Adama Koca
- 17 Wielkopolska Dywizja Piechoty gen. Aleksandra Osińskiego
- Brygada Syberyjska płk. Kazimierza Rumszy
- 8 Brygada Jazdy gen. Aleksandra Karnickiego
- Grupa Jazdy płk. Gustawa Orlicz-Dreszera
- załoga Twierdzy Modlin płk. Edwarda Malewicza
- Grupa „Dolnej Wisły” gen. Mikołaja Osikowskiego

Łącznie armia liczyła w stanie bojowym około 34000 żołnierzy, 184 działa, 481 ckm, 10 samochodów pancernych i 46 czołgów.
W szeregach 5 Armii, nie mającej jeszcze wewnętrznej spoistości, znalazły się tysiące zdemoralizowanych odwrotem rozbitków i tyleż samo pełnych zapału, lecz słabo wyszkolonych ochotników. Występowały duże braki materiałowe.
Na dowódcę 5 Armii wyznaczony został dotychczasowy dowódca Grupy Poleskiej gen. Władysław Sikorski.
Zadania wojsk
Plan działania 5 Armii krystalizował się stopniowo i ulegał ewolucji w miarę spływania informacji o przeciwniku oraz rozwoju organizacyjnego własnych wojsk. Zdaniem Władysława Sikorskiego zadanie armii zrealizowane mogło być jedynie poprzez natarcie.
Generał Sikorski, wydając rozkaz nakazujący przystąpienie 5 Armii do działań zaczepnych, utworzył trzy grupy uderzeniowe.
- Grupa płk. Aleksandra Narbutt-Łuczyńskiego w składzie: Dywizja Ochotnicza ppłk. Leona Koca i XVIII Brygada Piechoty miały nacierać na Nasielsk z zadaniem zajęcia tego miasta najpóźniej do wieczora 14 sierpnia; kierunek dalszego natarcia – Pułtusk;
- Syberyjska Brygada Piechoty płk. Kazimierza Rumszy uderzać miała z rejonu Zawady na Nowe Miasto, a w zadaniu dalszym nacierać na Stary Gołymin i osiągnąć linię kolejową Warszawa – Działdowo w rejonie Gąsocina;
- Grupa gen. Franciszka Krajowskiego w składzie 18 DP i 8 DJ miała rozbić nieprzyjaciela kierującego się na Płońsk, dalej nacierać na Ciechanów, by po zajęciu tego miasta być w gotowości do uderzenia na zachód lub wschód;
- Pozostałe oddziały 5 Armii otrzymały zadania obronne lub stanowiły odwód.

Przed bitwą, 14 sierpnia gen. Sikorski wydał rozkaz – apel:

„ŻOŁNIERZE! W dniu dzisiejszym rozpoczyna się z dawna przez armię polską i przez cały Naród oczekiwana kontrofensywa nasza. Piątej armii przypadło to najszczytniejsze dziś zadanie, by pierwszym uderzeniem rozpocząć i zdecydować rozstrzygający okres polsko-rosyjskiej wojny. Żołnierze, gdy w wichurze ognia ruszycie do ataku, pamiętajcie, że nie tylko o wiekopomną sławę, lecz o wolność i potęgę naszej Ojczyzny walczycie! Na ostrzach Waszych bagnetów niesiecie dziś przyszłość Polski. Sercem i myślą jest z Wami cały Naród. Cała Polska wierzy i ufa, że w walce, która się dziś na śmierć i życie zaczyna, jeden może być wynik: Zwycięstwo i triumf wojsk Rzeczypospolitej Polskiej. Wytrwania i mocy! Rzekoma potęga bolszewicka rozpadnie się w gruzy pod Waszym uderzeniem. Mieczami wykujemy dawne granice Polski. Naprzód, żołnierze! Śmiało patrzcie śmierci w oczy, bo śmierć to sława, zwycięstwo, to przyszłość nasza! Naprzód, aż do zupełnego zniszczenia wroga. Niech żyje Polska!

## Plany dowództwa sowieckiego Frontu Zachodniego

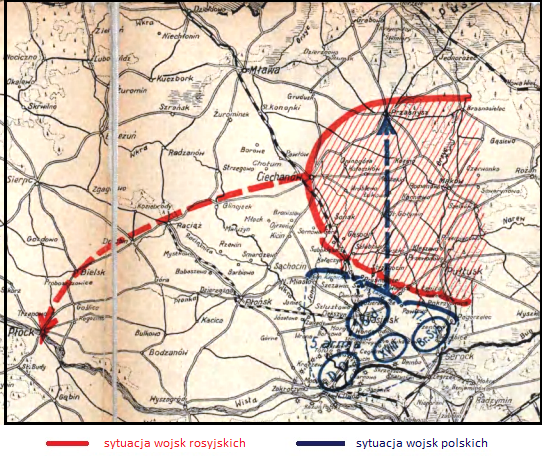
Przewidywana przez Polaków oś sowieckiego natarcia – wg Władysław Sikorski, „Nad Wisłą i Wkrą”

3 sierpnia 1920 naczelny dowódca Armii Czerwonej Siergiej Kamieniew wydał dyrektywę podporządkowującą Michaiłowi Tuchaczewskiemu 12 Armię i 1 Armię Konną, działające do tej pory w składzie Frontu Południowo-Zachodniego. Zwrócił też uwagę, iż siły Frontu Zachodniego są zbyt mocno przesunięte na północ.
W efekcie szybkiego marszu ku dolnej Wiśle 4 Armia Aleksandra Szuwajewa oderwała się od prawego skrzydła 15 Armii Augusta Korka i rozciągnęła na przestrzeni dziesiątek kilometrów. Między obiema armiami powstała trzydziestokilometrowa luka, wypełniona taborami i oddziałami tyłowymi. W luce tej, w Ciechanowie, zakwaterował sztab 4 Armii Szuwajewa.

Michaił Tuchaczewski, zafascynowany własnym planem, zignorował te fakty.
Rankiem 10 sierpnia 1920 wydał on własną dyrektywę do uderzenia na Warszawę. Polecał w niej ostatecznie rozbić cofające się siły polskie i sforsować Wisłę.
Skład i zadania sowieckich armii
- 4 Armia kondyw. Aleksandra Szuwajewa w składzie 12, 18, 53 i 54 DS, 164 BS i 3 KK miała opanować Grudziądz, Toruń i do 15 sierpnia sforsować częścią sił Wisłę w rejonie Włocławka i Dobrzynia,
- 15 Armia Augusta Korka w składzie 4, 11, 16 i 33 DS miała sforsować 15 sierpnia Wisłę na północ od Warszawy,
- 3 Armia Władimira Łazariewicza w składzie 5, 6, 21 i 56 DS miała sforsować 15 sierpnia Wisłę na północ od Warszawy i dodatkowo jedną dywizją uderzyć na Pragę.

Armie te miały w swoich szeregach blisko 80000 żołnierzy, około 350 dział, przeszło 1500 ckm.
Z tych sił, przeciwko 5 Armii walczyło około 68000 „bagnetów”, 6672 „szabel” wspieranych przez 1406 ciężkich karabinów maszynowych i 327 dział.

## Przebieg bitwy

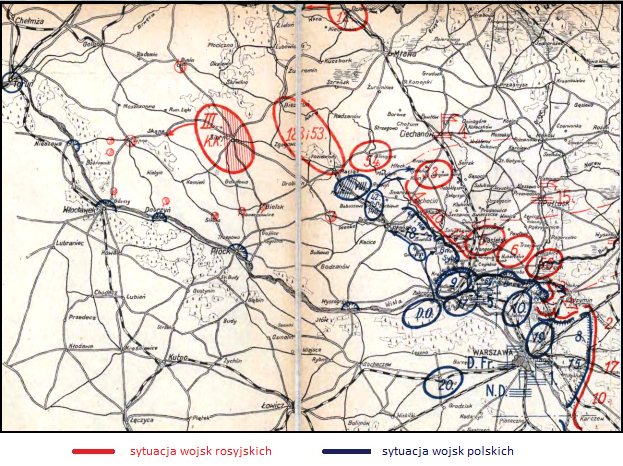
Sytuacja nad Wisłą dnia 14 sierpnia 1920 około godz. 12 – wg Władysław Sikorski, „Nad Wisłą i Wkrą”

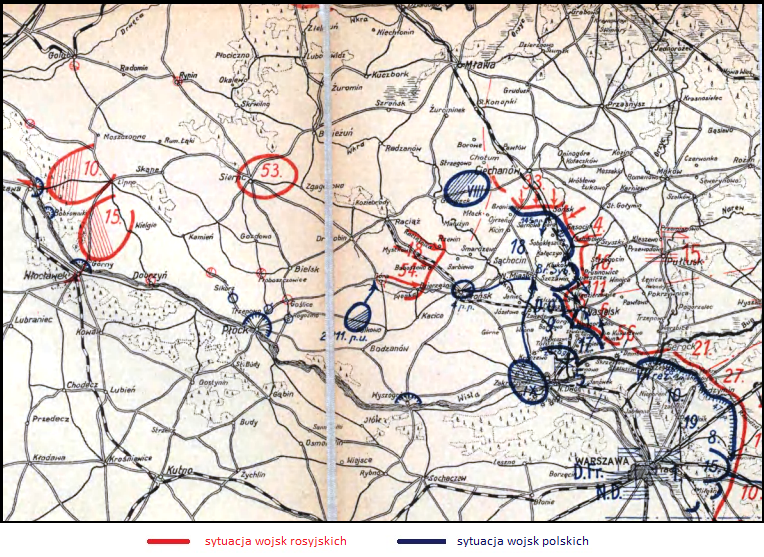
Sytuacja nad Wisłą dnia 16 sierpnia 1920 około godz. 12 – wg Władysław Sikorski, „Nad Wisłą i Wkrą”

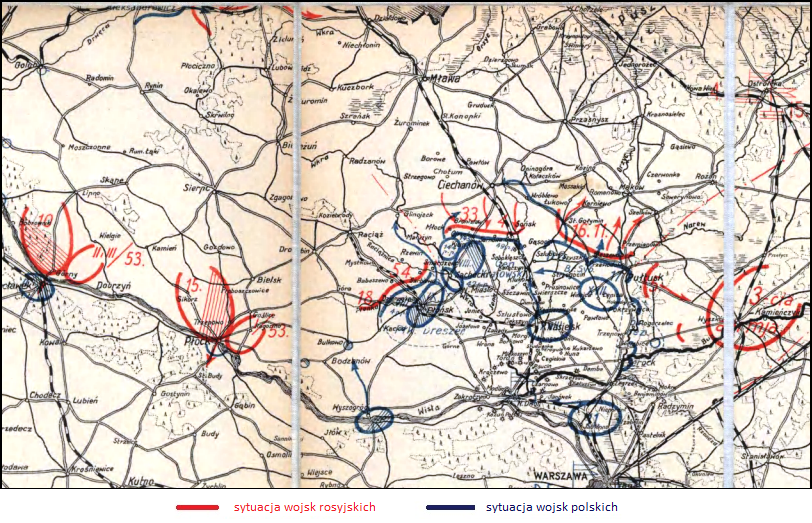
Sytuacja na odcinku 5 Armii wieczorem 18 sierpnia 1920 – wg Władysław Sikorski, „Nad Wisłą i Wkrą”

13 sierpnia Armia Czerwona wyszła na linię Wkry. 15 Armia otrzymała zadanie sforsowania Wisły pod Wyszogrodem, a 3 Armia miała nacierać na Nasielsk – Modlin – Błonie. W tym czasie 16 Armia Nikołaja Sołłohuba rozpoczęła decydujące uderzenie na przedmoście warszawskie. W polskim dowództwie zorganizowana została narada wyższych dowódców wojskowych. Generałowie Józef Haller, Tadeusz Rozwadowski i generał francuski Maxime Weygand wyrazili przekonanie, że na Warszawę kierują się także dywizje sowieckich 3 i 15 Armii. Według ich oceny, 5 Armia gen. Władysława Sikorskiego miała przed sobą tylko 4 Armię Aleksandra Szuwajewa i nieliczne oddziały 15 Armii Augusta Korka. Wychodząc z tej mylnej przesłanki, generałowie doszli do wniosku, że zaistniały „sprzyjające okoliczności” na przystąpienie 5 Armii do działań zaczepnych.
Dowódca 5 Armii gen. Władysław Sikorski otrzymał zadanie, by uderzyć o świcie na nieprzyjaciela w pasie odpowiedzialności armii, pobić go i tym samym odciążyć wojska 1 Armii walczące na przedmościu warszawskim.
Mimo że dowódca 5 Armii zgłaszał wiele wątpliwości, zdołał on jedynie uzyskać przesunięcie terminu rozpoczęcia działań na godziny popołudniowe, aby dać dowódcom jednostek czas na opracowanie i rozesłanie rozkazów.
W tym czasie główne siły 4 Armii Szuwajewa znajdowały się w dużej odległości od planowanego pola bitwy nad Wkrą. 3 Korpus Kawalerii Gaja rozpoczynał walkę o przeprawy na dolnej Wiśle, 12 Dywizja Strzelców walczyła pod Brodnicą, 18 Dywizja Strzelców podchodziła do Włocławka, a 53 Dywizja Strzelców kierowała się na Lipno. W rejonie Sierpca koncentrowała się 54 Dywizja Strzelców.
W południe 14 sierpnia z Płońska na Ciechanów ruszyła grupa gen. Krajowskiego. Trafiła ona na słabo dozorowaną lukę między lewym skrzydłem sowieckiej 4 Armii a prawym skrzydłem 15 Armii i szybko posuwała się do przodu.
Generał Franciszek Krajowski postanowił wykorzystać wyjątkową okazję do uderzenia na prawe skrzydło 15 Armii. Przerwał natarcie swojej grupy i osłaniając się od północy 8 Brygadą Jazdy, zawrócił 18 Dywizję Piechoty i skierował przeciwko odsłoniętej prawej flance 15 Armii. W nocy z 14 na 15 sierpnia, idący w straży przedniej dywizji 145 pułk piechoty, po zaciętej walce „na bagnety” z pododdziałami 4 DS, opanował Sochocin.
W tym czasie główne siły 5 Armii przystąpiły do natarcia z rubieży Wkry na odcinku Borkowo – Sochocin. Zgrupowanie: 17 Wielkopolska Dywizja Piechoty, Dywizja Ochotnicza i XVIII Brygada Piechoty uderzyło na Nasielsk – Pułtusk. Natarcie utknęło jednak w miejscu, a oddziały polskie poniosły wysokie straty. Brygada Syberyjska, ześrodkowana w rejonie wsi Zawady, miała nacierać na Nowe Miasto i dalej na Gołymin. W walce z sowiecką 11 Dywizją Strzelców poniosła jednak klęskę i została wyparta z Borkowa i Zawad.
14 sierpnia nie przyniósł rozstrzygnięcia żadnej ze stron. Sowietom nie udało się zrealizować zamiaru Tuchaczewskiego. Oddziały sowieckie związane zostały walką, a jedynie 4 Armia kontynuowała głęboki manewr obejścia polskich pozycji.
Polakom także nie udało się zrealizować założonych na 14 sierpnia celów. 5 Armia nie przeprowadziła ofensywy spychającej 15 i 3 Armię za Narew i Orzyc. Zadanie to zdecydowanie przekraczało jej możliwości. Sukcesem było już zahamowanie działań dwóch sowieckich armii. Generał Rozwadowski zachęcał gen. Hallera do podejmowania przez 5 Armię prób kontynuowania działań zaczepnych, zwłaszcza wyparcia przeciwnika za Wkrę, i zajęcia Nasielska.
Generał Sikorski nakazał 17 Dywizji Piechoty, by przesunęła część oddziałów w rejon Kałuszyna. Sowieci, zaskoczeni twardością obrony 5 Armii, z dużą starannością przygotowywali się do walki prowadzonej 15 sierpnia. Uprzedzili ofensywne zamiary 5 Armii i 15 sierpnia o świcie rozpoczęli natarcie w pasie od Sochocina do Borkowa.
August Kork utratę Sochocina uznał za mało znaczący lokalny epizod i nie zmienił zadań swoich wojsk. 15 lipca jego dywizje uderzyły na polskie stanowiska obronne nad Wkrą. 11 Dywizja Strzelców zadała pod Borkowem duże straty polskiej 9 Dywizji Piechoty i Dywizji Ochotniczej, a 5 Dywizja Strzelców z 3 Armii sforsowała dolną Wkrę na południe od Borkowa i zbliżała się do fortów Modlina.
W tym czasie toczące zwycięskie walki pułki polskiej 18 Dywizji Piechoty zepchnęły oddziały 4 i 16 Dywizji Strzelców około dwadzieścia kilometrów na wschód i nocą z 15 na 16 sierpnia osiągnęły linię kolejową Nasielsk – Ciechanów. 42 pułk piechoty podszedł pod Sońsk, 49 pp zajął Szlustów, 144 pp rejon Świercza, a 145 pp rejon Gąsocina. Także 8 Brygada Jazdy odniosła wielki sukces. Jej 203 pułk ułanów opanował Ciechanów, rozbił sztab 4 Armii i zniszczył jedyną radiostację sztabu.
Dopiero wtedy zareagował dowódca 15 Armii August Kork. Aby przeciwdziałać uderzeniu Grupy gen. Krajowskiego polecił swojej 4. i 16 Dywizji Strzelców uderzyć na Płońsk. Jednocześnie przerzucił odwodową 33 Dywizję Strzelców spod Nasielska pod Ciechanów z zadaniem odzyskania miasta, a potem uderzenia w kierunku Płońska.
Zareagował również dowódca 4 Armii Aleksandr Szuwajew. Jego 18 Dywizja Strzelców zawrócona została na Płońsk, a 54 Dywizja Strzelców na Sochocin. Główne siły 4 Armii kontynuowały jednak marsz nad dolną Wisłę.
Dowództwo polskie zdawało sobie sprawę, że dywizje Szugajewa zagrażają lewemu skrzydłu i tyłom polskiej 5 Armii.
Podczas narady w dowództwie 5 Armii w Modlinie, gen. Rozwadowski, gen. Weygand oraz wiceminister Ministerstwa Spraw Wojskowych gen. Kazimierz Sosnkowski i gen. Sikorski podjęli jednak ryzyko operacyjne i uznali, że należy kontynuować natarcie na Nasielsk. Generał Sikorski postanowił zaktywizować ofensywnie Grupę „Dolnej Wisły” gen. Mikołaja Osikowskiego i 15 sierpnia wydał rozkaz uderzenia z przedmościa Płocka siłami podgrupy mjr. Janusza Mościckiego. Generał Osikowski zaprotestował, uzmysławiając Sikorskiemu faktyczny stan tego oddziału. Rozkaz uderzenia został odwołany.
16 sierpnia 8 Brygada Jazdy została wyparta z Ciechanowa, a oddziały sowieckiej 4. i 33 DS pobiły pod Sońskiem i Sarnową Górą walczące w odosobnieniu bataliony 42 pułku piechoty i wyszły na lewe skrzydło 18 Dywizji Piechoty. W kierunku na Sarnową Górę kontratakował z powodzeniem 145 pułk piechoty i po południu w ciężkiej walce odepchnął nieprzyjaciela na północ.
Pod Płońskiem grupa płk. Gustawa Orlicz-Dreszera, toczyła walki ze strażą przednią sowieckiej 18 Dywizji Strzelców, a do Sochocina zbliżała się 54 Dywizja Strzelców.
Mimo trudnego położenia własnych wojsk, gen. Sikorski nakazał bezwzględne kontynuowanie natarcia na Nasielsk.
W godzinach popołudniowych główne siły 5 Armii zaczęły spychać sowieckie 11 i 16 Dywizję Strzelców na wschód, a 17. i 9 Dywizja Piechoty opanowały Nasielsk. Po zdobyciu miasta dywizje otrzymały zadanie prowadzenia pościgu i opanowanie przepraw na Narwi pod Pułtuskiem.
16 sierpnia Tuchaczewski zdecydował się uderzyć na północne skrzydło wojsk gen. Sikorskiego i wyjść na tyły jego armii. Wydał rozkaz armii Szuwajewa zawrócenia znad Wisły i wykonania głównymi siłami natarcia w kierunku Sochocin – Zakroczym. Rozkaz na szczęście nie dotarł do Szuwajewa, 4 Armia kontynuowała walki nad dolną Wisłą, a jej dowódca przez kilka dni nie posiadał łączności z dowódcą Frontu Zachodniego.

Komunikat prasowy Sztabu Generalnego z 16 sierpnia 1920 donosił:

Zapoczątkowana przez generała Sikorskiego kontrakcja naszej armii północnej, pomimo bardzo trudnych warunków, rozwija się w dalszym ciągu nader pomyślnie. Nie bacząc na ciężkie straty i zacięty opór przeciwnika, który przeciw stawił naszym siłom w tym rejonie aż 10 dywizyj, oddziały armii północnej na całej linii posuwają się naprzód. Dziś odzyskano po ciężkich walkach Ciechanów. Nieprzyjaciel w poszczególnych punktach rozpoczął gorączkowy odwrót. Lotnicy nasi, których współdziałanie daje świetne rezultaty, ostrzeliwują cofające się kolumny przeciwnika, potęgując w nich popłoch. Liczba jeńców znaczna. Rezultaty te dają się już odczuwać nader dodatnio w armii naszej, broniącej stolicy. Nacisk od północy w kierunku na Zegrze i Dembe osłabł bardzo znacznie.

Aby zabezpieczyć swoje tyły, gen. Sikorski wrócił jeszcze raz do koncepcji aktywnych działań Grupy „Dolnej Wisły”. Efektem był nieudany wypad załogi Płocka.
17 sierpnia gen. Krajowski otrzymał rozkaz działania na dwóch rozbieżnych kierunkach: Brygada Syberyjska, wzmocniona 22 pułkiem piechoty miała nacierać na Pułtusk, a główne siły 18 Dywizji Piechoty na Ciechanów.
Gen. Krajowski wstrzymał jednak działania na Ciechanów, decydując się najpierw aktywnie odeprzeć 54 Dywizję Strzelców maszerującą na Sochocin. W tym celu pod Ojrzeniem skoncentrował pododdziały 144 pułku piechoty i 8 Brygady Jazdy z zadaniem uderzenia przez Malużyn na jej lewe skrzydło.
Wcześniej jednak na Ojrzeń i Sarnową Górę uderzyła sowiecka 33 Dywizja Strzelców. Odparcie uderzenia wymusiło na generale Krajowskim wykorzystanie wszystkich jego odwodów.
Przed wieczorem 144 pp (bez I batalionu) wraz z 8 BJ ruszył na Malużyn i atakiem nocnym rozbił 481 pułk strzelców.
Zwycięstwo odnotowali Polacy również i pod Sochocinem. 42 pułk piechoty i 203 pułk ułanów zatrzymały sowiecką 162 BS.
Walki o Płońsk zakończyły się pod Arcelinem zwycięstwem kawalerii polskiej nad oddziałami 18 Dywizji Strzelców.

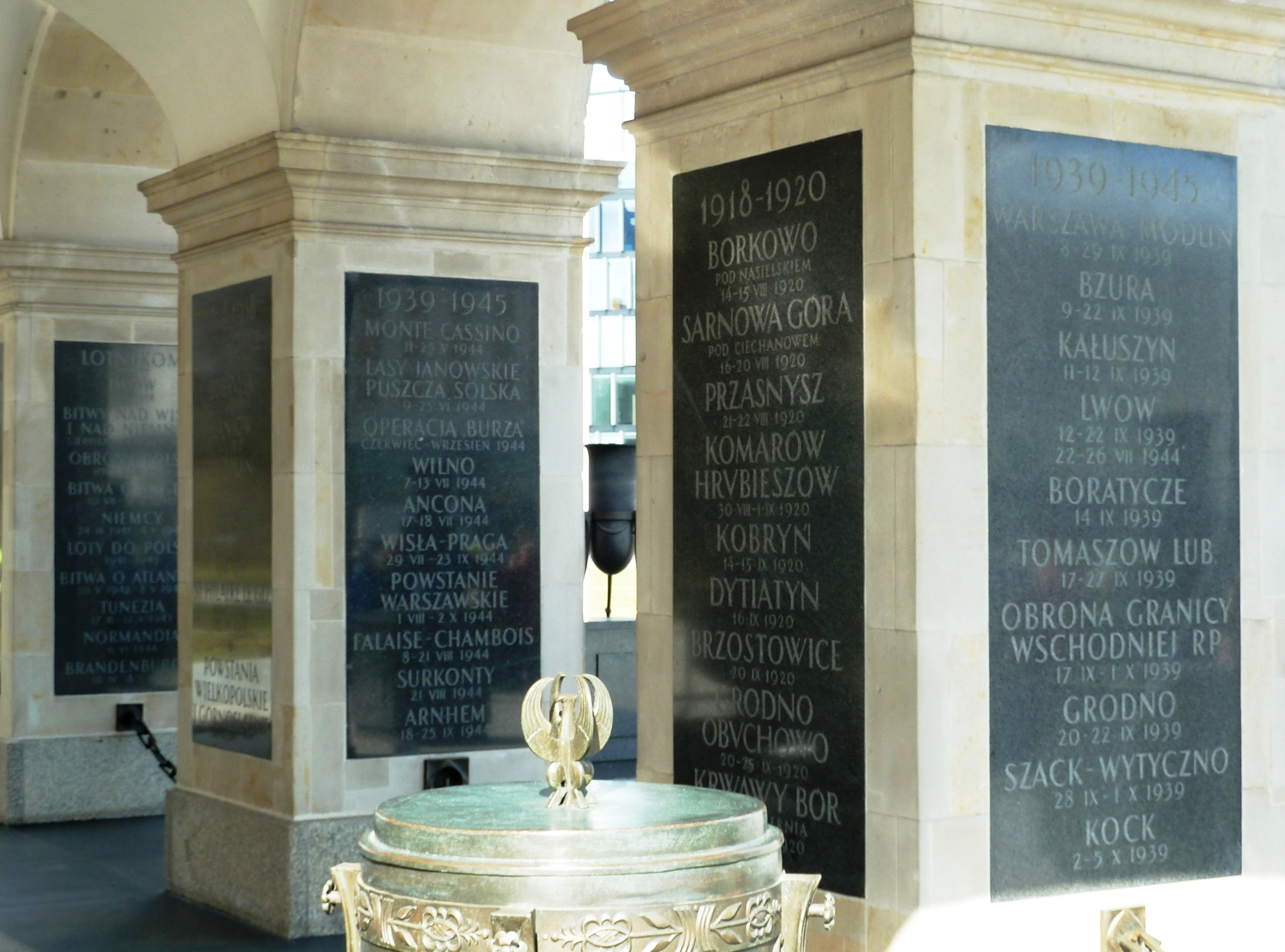
Grób Nieznanego Żołnierza w Warszawie – na pierwszej kolumnie BORKOWO i SARNOWA GÓRA 1920

W sumie natarcie obu dywizji 4 Armii Szuwajewa od zachodu na tyły wojsk gen. Sikorskiego zostało powstrzymane energiczną, dobrze zorganizowaną akcją oddziałów polskich.
W nocy z 17 na 18 sierpnia pułki polskiej 18 DP dokonały przegrupowania. Sarnową Górę obsadził 49 pułk piechoty, natomiast zluzowany 145 pułk piechoty przeszedł na północ od Ojrzenia.
18 sierpnia sowieckie 18 i 54 DS odtwarzały zdolność bojową, a 33 Dywizja Strzelców, wzmocniona oddziałami 4 DS, uderzyła na Sarnową Górę i Ojrzeń. Ojrzeń kilkakrotnie przechodził z rąk do rąk, a po wzmocnieniu polskiej obrony pododdziałami 144 pułku piechoty, pozostał w rękach polskich.
Na innych kierunkach 9. i 17 Dywizja Piechoty, Dywizja Ochotnicza i Brygada Syberyjska przełamały obronę 11. i 16 Dywizji Strzelców i kontynuowały natarcie w kierunku Pułtuska.
W związku z szybkimi postępami polskiej kontrofensywy znad Wieprza, w godzinach wieczornych 15 Armia Augusta Korka rozpoczęła odwrót.

## Bilans walk
Bitwa nad Wkrą związała duże siły nieprzyjaciela dążące do sforsowania Wisły na północ od Modlina.
Polska 5 Armia zatrzymała znacznie silniejszego przeciwnika, a potem zaczęła spychać jego oddziały na wschód.
Wcześniejsze rozpoczęcie akcji ze strony 5 Armii zapewniło Naczelnemu Wodzowi czas niezbędny do zorganizowania kontrofensywy z południa. Osłoniło też Warszawę, która 14 sierpnia znalazła się w poważnym niebezpieczeństwie.